# Witternheim
Witternheim é uma comuna francesa na região administrativa de Grande Leste, no departamento Baixo Reno. Estende-se por uma área de 5,01 km². Em 2010 a comuna tinha 512 habitantes (densidade: 102,2 hab./km²).